# جترو تال
جترو تال (انگلیسی: Jethro Tull) یک گروه موسیقی راک بریتانیایی است که در سال ۱۹۶۷ در شهر بلک‌پول توسط ایان اَندِرسون (رهبر، نوازندهٔ فلوت و گیتار، خواننده و ترانه‌سرا) به همراه گلِن کارنیک، میک آبراهامز و کلایو بانکِر تشکیل شد. این گروه یکی از پدیده‌های منحصر به فرد موسیقی عامه‌پسند به‌شمار می‌آید.
موسیقی جترو تال تلفیقی است از هارد راک، بلوز و ملودی‌های فولک، در فضایی سورئالیازده آلبوم از این گروه پرطرفدار بیش از ۱۰۰٫۰۰۰ نسخه، و پنج آلبوم دیگرش بیش از ۱٫۰۰۰٫۰۰۰ نسخه فروش کرد. از معروف‌ترین آلبوم‌های گروه می‌توان منفعت، دستگاه تنفس غواصی، سفت مثل آجر و زندگی کردن در گذشته (برگزیده آثار) را نام برد. «زندگی کردن در گذشته» نام یکی از معروفترین ترانه‌های آن‌هاست که یکی از قطعه‌های آلبوم ۱۹۶۹ گروه با نام سر پا بود. این آهنگ که در زمان اوج جنگ ویتنام منتشر شد، دربارهٔ آرزوی مردم به زندگی در دوران صلح (زمان «گذشته» در آهنگ) است نه زندگی در زمان جنگ (زمان «حال» در آهنگ).

## همکاری با سام چگینی
در اول آوریل ۲۰۲۱، ویدئوی رسمی ترانهٔ مشهور «آکوالانگ» در مجله رولینگ استون منتشر شد. کارگردان و انیماتور ایرانی این اثر، سام چگینی این ویدئو را به مناسبت سالگرد پنجاه سالگی آلبوم «آکوالانگ» کارگردانی کرده‌است.
ایان اندرسون با تمجید از چگینی در رولینگ استون نوشت: «به پیشنهاد دوستم جکو جکچیک از گروه کینگ کریمسون با فیلمساز و کارگردان جوان ایرانی، سام چگینی تماس گرفتم. او تفسیری منحصربفرد از ترانهٔ «آکوالانگ» را با تصویری آبستره و مستندگونه ارائه کرد. جوابی با استعداد با آینده ای درخشان در هنرهای موسیقی.»

## آلبوم‌ها
- ۱۹۶۸ - This Was
- ۱۹۶۹ - Stand Up
- ۱۹۷۰ - Benefit
- ۱۹۷۱ - Aqualung
- ۱۹۷۲ - Thick as a Brick
- ۱۹۷۲ - Living in the Past
- ۱۹۷۳ - A Passion Play
- ۱۹۷۴ - War Child
- ۱۹۷۵ - Minstrel in the Gallery
- ۱۹۷۶ - !Too Old to Rock 'n' Roll: Too Young to Die
- ۱۹۷۷ - Songs from the Wood
- ۱۹۷۸ - Heavy Horses
- ۱۹۷۸ - Bursting Out
- ۱۹۷۹ - Stormwatch
- ۱۹۸۰ - A
- ۱۹۸۲ - Broadsword and the Beast
- ۱۹۸۴ - Under Wraps
- ۱۹۸۵ - A Classic Case
- ۱۹۸۷ - Crest of a Knave
- ۱۹۸۹ - Rock Island
- ۱۹۹۱ - Catfish Rising
- ۱۹۹۲ - A Little Light Music
- ۱۹۹۳ - Nightcap
- ۱۹۹۵ Roots to Branches
- ۱۹۹۹ - J-Tull Dot Com
- ۲۰۰۲ - Living with the Past
- ۲۰۰۳ - The Jethro Tull Christmas Album
- ۲۰۰۵ - Aqualung Live

## اعضا

### اولیه

اعضای اولیه جترو تال، ۱۹۶۹. هم‌جهت ساعت از بالا: ایان اندرسون، گلن کارنیک، کلایو بانکر و مارتین بر

- ایان اَندِرسون: آواز، فلوت، گیتار، سازدهنی و پیانو
- گلِن کورنیک: گیتار بیس
- میک آبراهامز: گیتار الکتریک
- کلایو بانکِر: درامز

### فعلی
- ایان اَندِرسون: آواز، فلوت، گیتار، سازدهنی و ماندولین
- دیوید گودیر: گیتار باس (۲۰۰۷–۲۰۰۱۲، ۲۰۱۷ تا کنون)
- جان اوهارا: کیبورد، آکاردئون (۲۰۰۷–۲۰۰۱۲، ۲۰۱۷ تا کنون)
- اسکات هَموند: درامز (۲۰۱۷ تا کنون)
- جو پاریش: گیتار الکتریک و آکوستیک (۲۰۲۰ تا کنون)

### پیشین
- میک آبراهامز: گیتار آکوستیک و الکتریک (۱۹۶۷–۱۹۶۸)
- گلِن کورنیک: گیتار بیس (۱۹۶۷–۱۹۷۰) (در سال ۲۰۱۴ درگذشت)
- مارتین بار: گیتار الکتریک (۱۹۶۸–۲۰۱۲)
- جاناتان نویس: گیتار بیس (۱۹۹۵–۲۰۰۷)
- جان ایوان: کیبورد (۱۹۷۰–۱۹۸۰)
- تونی آیومی: گیتار (۱۹۶۸)
- جفری هَموند: گیتار بیس (۱۹۷۱–۱۹۷۵)
- بَریمور بِرلو: درامز و پرکاشنز (۱۹۷۱–۱۹۸۰)
- جان گِلَسکاک: گیتار بیس (۱۹۷۵–۱۹۷۹) (در سال ۱۹۷۹ درگذشت)
- دی پالمِر: کیبورد (۱۹۷۷–۱۹۸۰)
- دِیو پگ: گیتار بیس (۱۹۷۹–۱۹۹۵)
- مارک کرَنی: درامز (۱۹۸۰–۱۹۸۱) (در سال ۲۰۰۵ درگذشت)
- اِدی جابسون: کیبورد و ویولون (۱۹۸۰–۱۹۸۱، ۱۹۸۵)
- گِری کانوِی: درامز (۱۹۸۱–۱۹۸۲، استودیو: ۱۹۸۷–۱۹۸۸)
- پیتِر-جان وتِس: کیبورد، وکودر (۱۹۸۲–۱۹۸۶، استودیو: ۱۹۸۹)
- مارتین آلکاک: کیبورد (۱۹۸۸–۱۹۹۱) (در سال ۲۰۱۸ درگذشت)
- دِیو مَتَکس: درامز (۱۹۹۲)
- اندرو گیدینگز: کیبورد (۱۹۹۱–۲۰۰۷)
- دون پری: درامز (۱۹۸۴–۲۰۱۲)